# Conus puschi
Conus puschi é uma espécie de gastrópode do gênero Conus, pertencente à família Conidae.